# Жихарево (Ленинградская область)
Жи́харево — деревня в Назиевском городском поселении Кировского района Ленинградской области.

## История
Впервые упоминается в Писцовой книге Водской пятины 1500 года как деревня Жыхорево на Лавуе в Егорьевском Лопском погосте.
На шведской «Генеральной карте провинции Ингерманландии» 1704 года, составленной по материалам 1678 года, обозначена деревня Javarova.
Как деревня Сакарова она нанесена на «Географическом чертеже Ижорской земли» Адриана Шонбека 1705 года.
На карте Санкт-Петербургской губернии Ф. Ф. Шуберта 1834 года она обозначена как деревня Жихарево.

ЖИХАРЕВА — деревня принадлежит княгине Мещерской, число жителей по ревизии: 53 м. п., 58 ж. п. (1838 год)

Согласно карте профессора С. С. Куторги 1852 года деревня называлась Жихарево.

ЖИХАРЕВА — деревня госпожи Сафоновой, по почтовому тракту и просёлочной дороге, число дворов — 18, число душ — 66 м. п. (1856 год)

Число жителей деревни по X-ой ревизии 1857 года: 65 м. п., 65 ж. п..

ЖИХАРЕВО — деревня владельческая при колодцах, число дворов — 21, число жителей: 62 м. п., 73 ж. п. (1862 год)

Согласно подворной переписи 1882 года в деревне проживала 31 семья, число жителей: 60 м. п., 84 ж. п.; разряд крестьян — собственники земли.
По данным 1889 года 5033 десятины земли при деревне Жихарево с пустошью Валья, принадлежали купчихе А. А. Кононовой. Покупка земли произошла до 1868 года.
В конце XIX — начале XX века деревня административно относилась к Путиловской волости 1-го стана Шлиссельбургского уезда Санкт-Петербургской губернии.
С 1917 по 1921 год деревня Жихарево входила в состав Старомельнинского сельсовета Лукинской волости Шлиссельбургского уезда.
С 1921 года в составе Сассарского сельсовета. Согласно военно-топографической карте Петроградской и Новгородской губерний издания 1921 года река на которой находилась деревня Жихарево называлась Кавра.
С 1922 года в составе Путиловской волости.
С 1923 года в составе Ленинградского уезда.
Согласно данным переписи населения СССР 1926 года в деревне Жихарево проживали 107 человек — все русские.
С февраля 1927 года в составе Мгинской волости, с августа 1927 года в составе Мгинского района.
По данным 1933 года деревня Жихарево входила в состав Сассарского сельсовета Мгинского района.

План деревни Жихарево. 1941 год

Согласно топографической карте РККА 1941 года деревня насчитывала 36 дворов.
С января 1942 года в деревне находились Управление военно-автомобильной дороги № 101, эвакопункт и распределительный госпиталь.
С 1954 года в составе Васильевского сельсовета.
В 1958 году население деревни Жихарево составляло 545 человек.
С 1959 года в составе Назиевского поссовета.
С 1960 года в составе Волховского района.
С 1963 года Назиевский поссовет подчинён Волховскому горсовету.
По данным 1966 и 1973 годов деревня Жихарево также находилась в подчинении Назиевского поссовета Волховского района.
По данным 1990 года деревня Жихарево входила в состав Назиевского поссовета Кировского района.
В 1997 году в деревне Жихарево Назиевского поссовета проживали 22 человека, в 2002 году — 24 человека (все русские).
В 2007 году в деревне Жихарево Назиевского ГП — 20.

## География
Деревня расположена в северо-восточной части района на автодороге 41К-542 (Назия — Рабочие посёлки №1 и № 2), к югу от центра поселения — посёлка Назия.
Расстояние до административного центра поселения — 5 км.
К северу от деревни проходит железнодорожная линия Мга — Волховстрой I. Расстояние до ближайшей железнодорожной станции Жихарево — 7 км.
Через деревню протекает река Ковра.

## Демография
| 1862 | 2007 | 2010 | 2017 |
| ---- | ---- | ---- | ---- |
| 135  | ↘20  | ↘7   | ↗15  |

## Улицы
Берёзовая.